# 蒙特多伊斯山
41°58′43.58″N 2°28′48.80″E / 41.9787722°N 2.4802222°E
蒙特多伊斯山，是西班牙的山峰，位於該國東北部加泰羅尼亞，屬於加泰羅尼亞橫斷山脈中吉萊里斯山的一部分，海拔高度928米。